# Terras fönster nr 4
Terras fönster nr 4 är en svensk kortfilm från 1950.

## Rollista
- Alice Babs
- Titti Sjöblom
- Lilleba Sjöblom
- Henry "Garvis" Carlsson – fotbollslärare
- Sigge Fürst – tidningsbud
- Lennart Svenander – tågpassagerare
- David Ahlqvist – konstnär på Gotland
- Michel Auclair – besökare på Snäckgärdsbaden
- Nils Bohlin – hobbyfotograf
- 3 Bragazzi – skådespelare i stumfilmsfarsen

### Fotnoter
1. ↑  ”Terras fönster nr 4”. Svensk Filmdatabas. http://www.sfi.se/sv/svensk-filmdatabas/Item/?itemid=15183&type=MOVIE&iv=Basic&ref=/templates/SwedishFilmSearchResult.aspx?id%3d1225%26epslanguage%3dsv%26searchword%3dTerras+f%C3%B6nster+nr+4%26type%3dMovieTitle%26match%3dBegin%26page%3d1%26prom%3dFalse. Läst 13 mars 2013.